# Rives-d’Autise
Rives-d'Autise is een fusiegemeente (commune nouvelle) in het Franse departement Vendée (regio Pays de la Loire). De plaats maakt deel uit van het arrondissement Fontenay-le-Comte. Rives-d'Autise is op 1 januari 2019 ontstaan door de fusie van de gemeenten Nieul-sur-l'Autise en Oulmes. De gemeente telde 2.054 inwoners op 1 januari 2022.

## Geografie
De oppervlakte van Rives-d’Autise bedroeg op 1 januari 2022 32,03 vierkante kilometer; de bevolkingsdichtheid was toen 64,1 inwoners per km².

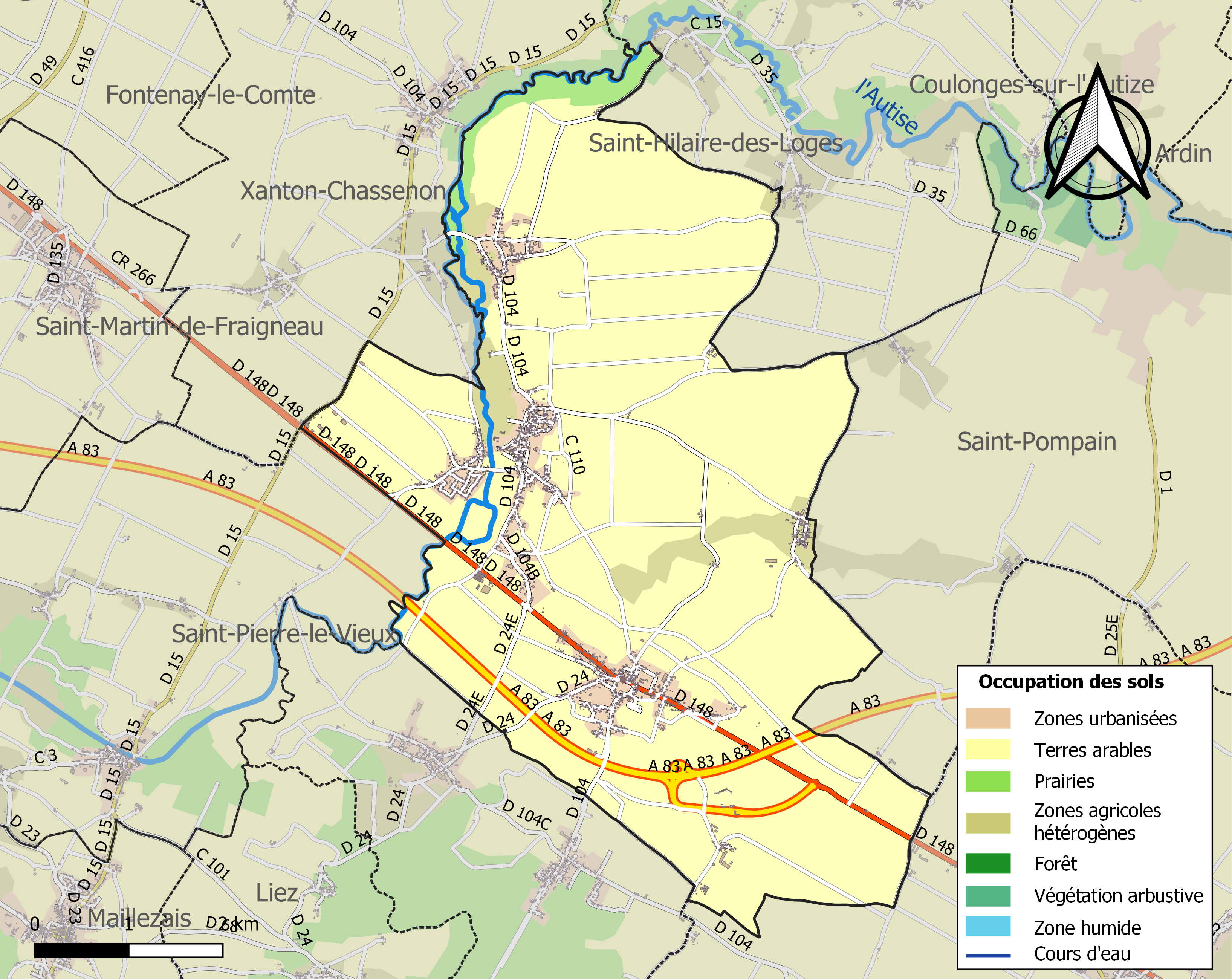
Kaart van de gemeente met de belangrijkste infrastructuur, bodemgebruik en omliggende gemeenten